# Нью політікс
«Нью по́літікс» (англ. New Politics)  — це незалежний соціалістичний журнал, заснований 1961 року, який досі виходить у Сполучених Штатах. 

## Позиція
«Нова політика» відстоює ідею, що соціалізм невід'ємний від демократії та політичної свободи. З цієї перспективи журнал критично ставиться до авторитарних режимів, що проголошували себе соціалістичними.
Редакція журналу стоїть на демократичних соціалістичних позиціях, і хоча вони публікують статті з різних лівих позицій,  вони відстоюють підхід «соціалізму знизу» та посттроцькістську традицію третього табору.
У відповідь на російське вторгнення в Україну 2022 року журнал підтримав український збройний спротив.

## Історія
Джуліус і Філліс Джейкобсони були засновниками та давніми співредакторами журналу, політичний центр тяжіння якого відображав їхній молодий досвід становлення в Незалежній соціалістичній лізі 1940-х і 1950-х років. Під час Холодної війни «Нова політика» рішуче виступала проти тоталітарних комуністичних держав та розглядали авторитарні версії соціалізму як відхід від соціалістичного ідеалу. Водночас видання історично асоціюється з гаслом «Ні Москва, ні Вашингтон!», тобто відмовою підтримувати обидві сторони Холодної війни.
Журнал, можливо, найбільш відомий тим, що в 1966 році опублікував фундаментальну статтю Гела Дрейпера «Дві душі соціалізму». Це також було перше англомовне видання, яке опублікувало статті польських соціалістів-дисидентів Яцека Куроня та Кароля Модзелевського.
Перша серія New Politics виходила з 1961 по 1976 рік, після чого припинила видання на десятиліття. Журнал було відновлено в 1986 році і відтоді друкується два номери на рік.